# 팀 헨먼

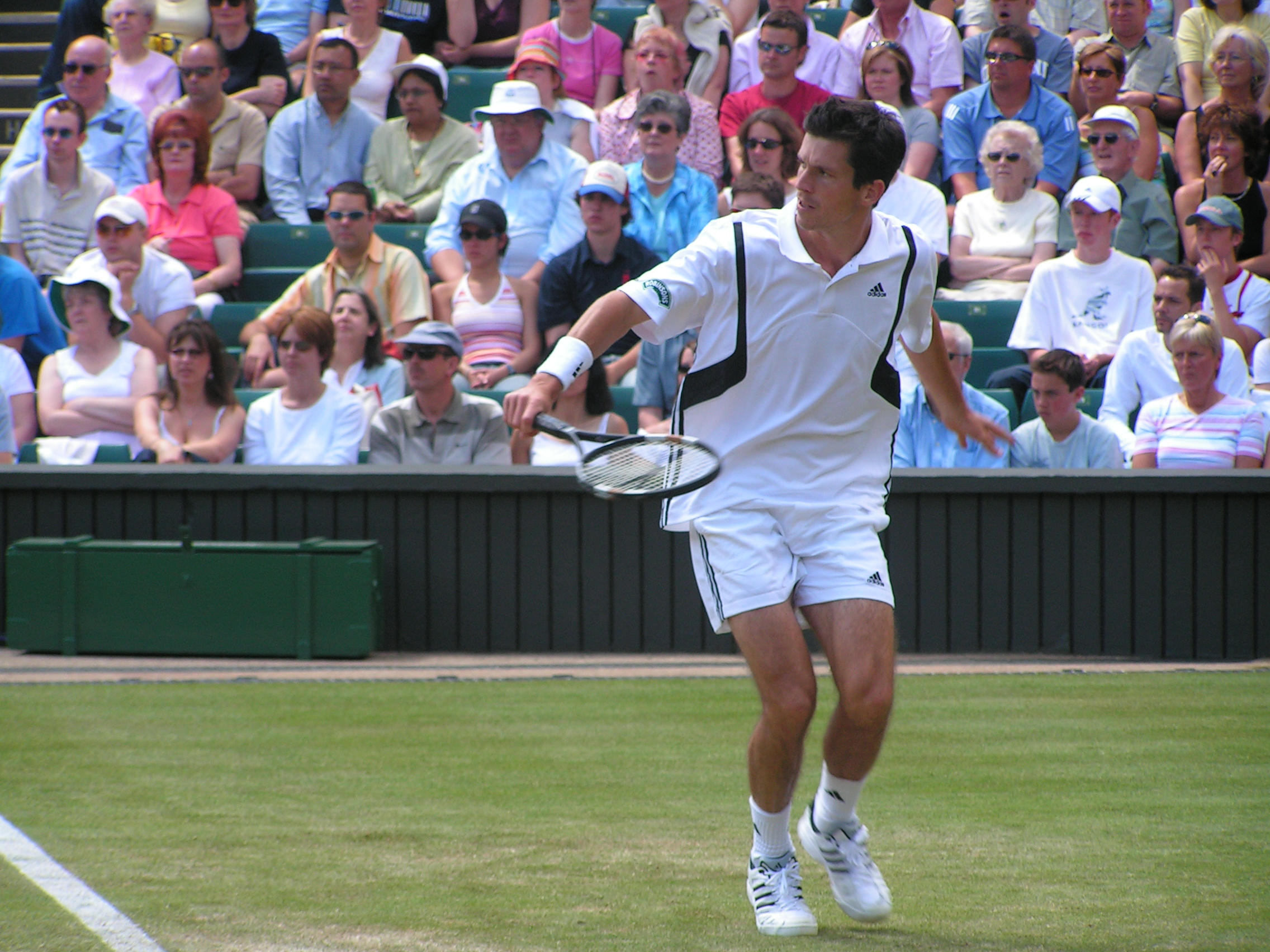
2004년 윔블던에서 경기 중인 헨먼

팀 헨먼(영어: Tim Henman, OBE, 1974년 9월 6일 ~ )은 영국의 남자 프로 테니스 선수이다. 서브 앤 발리(Serve and volley) 스타일의 플레이를 구사했으며, 한때 영국 내에서 가장 높은 세계 랭킹을 보유한 선수였다. 그는 1970년대의 로저 테일러 이후 영국인으로서는 처음으로 윔블던 남자 단식 4강에 진출하는 데 성공했다. 또한 그랜드 슬램 대회 4강에 6회 진출했고, ATP 대회에서 15회 우승(단식 11, 복식 4)하여 2002년 7월에는 그의 생애 최고 랭킹인 세계 랭킹 4위를 기록하기도 했다. 이로 인해 그는 오픈 시대 이래 가장 뛰어난 영국 출신 테니스 선수 중 한 명으로 꼽힌다.
2007년 크로아티아와의 데이비스 컵 경기에 국가대표로 출전한 것을 마지막으로 은퇴하였다.

## 성장과정 및 개인사
헨먼은 스포츠에 조예가 깊은 전통을 가진 집안에서 자라났다. 사무 변호사였던 아버지 토니(Tony)는 테니스와 스쿼시를 포함한 다양한 스포츠에 능했다. 의류 디자이너였던 어머니 제인(Jane)은 윔블던 주니어 경기에 출전했던 경력이 있어, 팀과 마이클(Michael), 리처드(Richard) 3형제가 걸음마를 떼자마자 집안의 잔디 코트에서 그들에게 테니스를 가르쳤다.
팀 헨먼의 증조부 역시 윔블던에 출전한 적이 있고, 외조부 헨리 빌링턴은 1948년부터 1951년까지 윔블던에 출전했을 뿐만 아니라 1948, 1950, 1951년 데이비스 컵 국가대표로 활동하기도 했다. 외증조모 엘런 스탠웰브라운(Ellen Stanwell-Brown, 또는 Ellen Mary Stowell-Brown) 은 1901년 윔블던 당시 여자 선수로는 최초로 오버헤드 서브를 넣었던 것으로 알려져 있다. 외조모 수전 빌링턴(Susan Billington)은 1950년대에 남편 헨리(Henry)와 함께 윔블던 혼합 복식에 여러 번 출전했으며, 1951, 1955, 1956년 윔블던 여자 복식에서는 3회전까지 진출하기도 했다.
헨먼은 옥스퍼드의 사립 상급 초등학교(preparatory school) 드래곤 스쿨에서 공부했고, 이후 테니스 교육을 병행하는 리즈 스쿨에 다니며 10개 GCSE 시험을 통과했다. 10~17세 시기에는 ‘데이비드 로이드 슬레이터 팀’에 들어가 다른 어린 테니스 유망주들과 함께 트레이닝을 받으면서 다수의 대회에서 우승했다.
학창 시절 헨먼은 연골염의 일종인 골연골염 진단을 받았다. 그럼에도 불구하고 그는 테니스를 포기하지 않았다. 1992년 그는 영국 주니어 대회 단식과 복식에서 우승했으며, 프로 전향을 결정했다.
1999년 12월 11일, 헨먼은 긴 기간 교제한 텔레비전 프로듀서 루시 힐드(Lucy Heald)와 햄프셔주에서 결혼식을 올렸다. 결혼 후 세 명의 딸을 낳았는데, 첫째부터 로즈 엘리자베스(Rose Elizabeth, 2002년 10월 19일 런던 해머스미스 풀럼 출생), 올리비아 수전(Olivia Susan, 2004년 12월 15일 해머스미스 풀럼 출생), 그리고 그레이스(Grace, 2007년 9월 14일 출생)이다.
헨먼은 옥스퍼드 유나이티드 FC의 팬이며, 싱글 핸디캡 수준의 실력을 지닌 골프광이기도 하다.

## 성적 연대표
| 대회                    | 1992 | 1993 | 1994 | 1995 | 1996 | 1997 | 1998 | 1999 | 2000   | 2001 | 2002   | 2003 | 2004   | 2005 | 2006 | 2007 | 통산 우승률 | 통산 승-패 |
| ----------------------- | ---- | ---- | ---- | ---- | ---- | ---- | ---- | ---- | ------ | ---- | ------ | ---- | ------ | ---- | ---- | ---- | ----------- | ---------- |
| 호주 오픈               | 불참 | 불참 | 불참 | 불참 | 2R   | 3R   | 1R   | 3R   | 4R     | 4R   | 4R     | 불참 | 3R     | 3R   | 1R   | 불참 | 0 / 10      | 18–10      |
| 프랑스 오픈             | 불참 | 불참 | 예탈 | 예탈 | 1R   | 1R   | 1R   | 3R   | 3R     | 3R   | 2R     | 3R   | 4강    | 2R   | 2R   | 1R   | 0 / 12      | 16–12      |
| 윔블던                  | 예탈 | 예탈 | 1R   | 2R   | 8강  | 8강  | 4강  | 4강  | 4R     | 4강  | 4강    | 8강  | 8강    | 2R   | 2R   | 2R   | 0 / 14      | 42–14      |
| US 오픈                 | 불참 | 불참 | 불참 | 2R   | 4R   | 2R   | 4R   | 1R   | 3R     | 3R   | 3R     | 1R   | 4강    | 1R   | 2R   | 2R   | 0 / 13      | 20–13      |
| 그랜드슬램 승-패        | 0–0  | 0–0  | 0–1  | 4–2  | 8–4  | 7–4  | 8–4  | 8–4  | 10–4   | 12–4 | 11–4   | 6–3  | 16–4   | 4–4  | 3–4  | 2–3  | N/A         | 98–49      |
| 테니스 마스터스 컵      | 불참 | 불참 | 불참 | 불참 | 불참 | RR   | 4강  | 불참 | 불참   | 불참 | 불참   | 불참 | RR     | 불참 | 불참 | 불참 | 0 / 3       | 4–4        |
| ATP 마스터스 시리즈     |      |      |      |      |      |      |      |      |        |      |        |      |        |      |      |      |             |            |
| 인디언웰즈              | 불참 | 불참 | 불참 | 불참 | 불참 | 불참 | 1R   | 8강  | 2R     | 3R   | 준우승 | 2R   | 준우승 | 8강  | 2R   | 1R   | 0 / 10      | 20–10      |
| 마이애미                | 불참 | 불참 | 불참 | 불참 | 2R   | 1R   | 4강  | 3R   | 8강    | 2R   | 4R     | 2R   | 2R     | 8강  | 3R   | 1R   | 0 / 12      | 16–12      |
| 몬테카를로              | 불참 | 불참 | 불참 | 불참 | 불참 | 불참 | 1R   | 2R   | 2R     | 8강  | 4강    | 불참 | 8강    | 1R   | 1R   | 1R   | 0 / 9       | 11–9       |
| 로마                    | 불참 | 불참 | 불참 | 불참 | 불참 | 2R   | 2R   | 3R   | 2R     | 2R   | 1R     | 1R   | 3R     | 3R   | 3R   | 1R   | 0 / 11      | 12–11      |
| 함부르크                | 불참 | 불참 | 불참 | 불참 | 불참 | 불참 | 2R   | 8강  | 3R     | 1R   | 2R     | 3R   | 2R     | 3R   | 불참 | 불참 | 0 / 8       | 11–8       |
| 캐나다                  | 불참 | 불참 | 불참 | 불참 | 3R   | 1R   | 4강  | 2R   | 1R     | 2R   | 3R     | 2R   | 2R     | 1R   | 2R   | 불참 | 0 / 11      | 10–11      |
| 신시내티                | 불참 | 불참 | 불참 | 불참 | 2R   | 1R   | 1R   | 8강  | 준우승 | 4강  | 2R     | 1R   | 3R     | 2R   | 1R   | 1R   | 0 / 12      | 16–12      |
| 마드리드 (슈투트가르트) | 불참 | 불참 | 불참 | 불참 | 1R   | 3R   | 2R   | 2R   | 3R     | 8강  | 2R     | 1R   | 3R     | 2R   | 3R   | 불참 | 0 / 11      | 10–11      |
| 파리                    | 불참 | 불참 | 불참 | 불참 | 1R   | 2R   | 2R   | 3R   | 2R     | 2R   | 3R     | 우승 | 3R     | 불참 | 불참 | 불참 | 1 / 9       | 10–8       |
| ATP 대회 우승           | 0    | 0    | 0    | 0    | 0    | 2    | 2    | 0    | 2      | 2    | 1      | 2    | 0      | 0    | 0    | 0    | N/A         | 11         |
| 연말 랭킹               | 778  | 372  | 167  | 95   | 29   | 17   | 7    | 11   | 10     | 9    | 8      | 15   | 6      | 36   | 39   | 292  | N/A         | N/A        |

## 서훈
- 2004년 대영 제국 훈장 4등급(OBE) 수훈[1]

## 같이 보기
- Flatman, Barry (2007년 9월 23일). “Tim Henman out on a high”. 《Sport》 (런던: The Sunday Times). 2011년 5월 24일에 원본 문서에서 보존된 문서. 2007년 9월 25일에 확인함.

## 주해
1. ↑  라켓을 머리 위로 스윙하여 서브를 넣는 것.